# Beth Botsford
Elizabeth Anne „Beth“ Botsford (* 21. Mai 1981 in Baltimore, Maryland) ist eine ehemalige US-amerikanische Schwimmerin.
Sie wurde bei den Olympischen Spielen 1996 in Atlanta Olympiasiegerin über 100 m Rücken und mit der 4 × 100-m-Lagenstaffel der USA.